# Pershyi
 (juin 2020).
Si vous disposez d'ouvrages ou d'articles de référence ou si vous connaissez des sites web de qualité traitant du thème abordé ici, merci de compléter l'article en donnant les références utiles à sa vérifiabilité et en les liant à la section « Notes et références ».
Pershyi (en ukrainien : Перший, litt. « Première ») est la première chaîne de télévision publique en Ukraine, exploitée par Suspilne, la compagnie publique de radiodiffusion d'Ukraine. Elle est la seule chaîne de télévision ukrainienne à couvrir plus de 97 % du territoire du pays. Ses programmes sont destinés à toutes les couches sociales du pays ainsi qu'aux minorités nationales. Parmi les axes prioritaires du diffuseur, il y a l'information, la vulgarisation scientifique, la culture, le divertissement et le sport.
Pershyi (via Suspilne) est membre de l’Union européenne de radio-télévision (UER) depuis 1993 et l'Ukraine a ainsi participé au Concours Eurovision de la chanson depuis 2003.

## Histoire

### Période soviétique
La première tentative de diffusion d'images et de son a lieu le 1er février 1939 durant 40 minutes. 
La seconde tentative a lieu seulement quelques années après la fin de la Seconde Guerre mondiale, le 6 et 7 novembre 1951 quand le studio de Kiev diffuse deux émissions. 
L'essai suivant est réalisé le 1er mai 1952 quand le studio diffuse un concert dirigée par Novela Separionova. 
L'année suivante, a lieu la construction du télécentre de Kiev au 26 rue Khreschatyk. Il s'agit du troisième télécentre officiellement construit dans l'Union soviétique. La diffusion régulière d'émissions débute en novembre 1956. Avant cela, le studio diffusait seulement quelques émissions par jour.
Le 20 janvier 1965, certains téléspectateurs dans quelques-uns des oblasts ukrainiens peuvent voir sur leur écran deux lettres en majuscules УТ (UT) qui symbolisent le début d'un programme unique dans toute la république. Cette année-là, le temps d'antenne de la chaîne dépasse les 200 heures. 
Le programme est diffusé en couleur depuis 1969.
Le 6 mars 1972, l'UT commence à diffuser des émissions sur deux chaînes à la fois : УТ-1 (UT-1) et УТ-2 (UT-2). 
Une horloge indiquait les 3, 6, 9 et 12 heures sur un cadran. Au milieu du cadran se trouvait l'inscription « UT » en majuscules. Jusqu'en 1977, le cadran était représenté en bleu. Le 7 novembre 1977, à l'occasion du 60e anniversaire de la Révolution d'Octobre, la couleur est passée au rouge, qui a été conservé tous les jours fériés depuis lors et également le dimanche depuis 1979.
Dès la fin des années 1970, le bâtiment de l'UT est reconstruit dans la rue Khreshchatyk et cela permet aux employés d'obtenir trois nouveaux studios mais la question de la construction d'un nouveau centre moderne pour la télévision se pose rapidement et cette question entraîne par la suite la construction du nouveau siège d'UT entre 1983 et 1993. Ce siège se situe au 42 rue Melnykov et est officiellement inspecté par le président ukrainien Leonid Kravtchouk.
De 1979 à 1991, le programme d'information "Actual Camera" a été diffusé quotidiennement à 19h00. L'émission était animée par deux présentateurs (une femme et un homme). Les journalistes de l'émission ont suivi en détail la vie industrielle, agricole, sociale et culturelle de la république socialiste ukrainienne. 
Le premier rapport détaillé sur les conséquences de l'accident de Tchernobyl a été publié le 12 mai 1986 dans ce programme d'information.
De janvier 1990 à décembre 1991, l'émission est diffusée à 20 heures.

### Depuis l'indépendance de l'Ukraine
Actual Camera est remplacée par l'émission Dnipro, puis plus tard par UTN (journal télévisé ukrainien, (journal télévisé en langue ukrainienne et en langue russe)).
En 2002, la NTU et l'Agence spatiale nationale d'Ukraine commence à diffuser UT-1 à l'étranger grâce à un satellite. En 2004, la chaîne UT-2 arrête sa diffusion et UTR la remplace sur sa fréquence. UT-1 est rebaptisée « Première chaîne ». 
En 2005, le 7 avril 2015 précisément, une transformation majeure de la chaîne a été effectuée passant de l'UT en UA - Pershyi, à la suite d'une nouvelle loi ukrainienne sur la télévision. Taras Stets'kiv devient le président de la compagnie nationale de télévision ukrainienne et la première chaîne prépare et organise le Concours Eurovision de la chanson 2005 qui a lieu à Kiev cette année-là. 
En 2006, Vitaliy Dokalenko est nommé à la place de Stets'kiv en tant que président de la compagnie nationale par le président ukrainien de l'époque Viktor Iouchtchenko. En 2010, Yehor Benkendorf, ancien producteur en chef de Inter est nommé président de la compagnie nationale par le successeur de Iouchtchenko Viktor Ianoukovytch.
En 2019, une annonce est faite concernant le renommage de la chaîne en Suspilne TV (Суспільне ТБ, pour  Télévision publique) dans un projet de renouvellement de l'identité du groupe audiovisuel. Néanmoins, cette idée est par la suite modifiée pour garder uniquement le nom Pershyi, lancé officiellement sur les antennes le 23 mai 2022.

## Identité visuelle
Le 1er septembre 2008, la télévision d'État subit un grand changement au niveau du logo, de son identité et des programmes de la chaîne. Le nouveau logo comprend le mot Pershyi (Première).
Également, UT-1 (abréviation pour Ukrayinske Telebachennia - 1) est une abréviation traditionnellement utilisé par les professionnels pour désigner la chaîne.

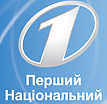
Logo de Pershyi Natsionalnyi de mars 2006 à 2008.
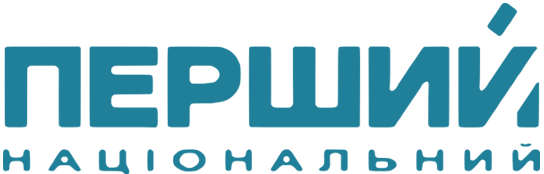
Logo de Pershyi Natsionalnyi de septembre 2008 à 2015.
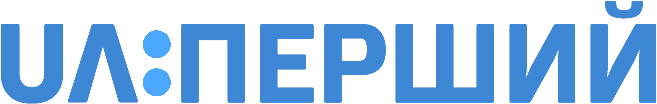
Logo de UA:Pershyi d'avril 2015 à 2017.
Logo de UA:Pershyi de décembre 2017 à 2022.
Logo de Pershyi depuis mai 2022.

## Présidents
- jusqu'en 1995 : Compagnie nationale de télévision ukrainienne - Compagnie d'État de télévision et de radio d'Ukraine
- 1er juin 1995 - 21 août 1996 : O.M. Savenko
- 21 août 1996 - 18 novembre 1996 : Z.V. Kulyk (par intérim)
- 18 novembre 1996 - 1er octobre 1998 : V.K. Leshyk
- 5 octobre 1998 - 17 novembre 1998 : M.L. Kniazhytskyi
- 17 novembre 1998 - 21 juin 1999 : Z.V. Kulyk
- 21 juin 1999 - 15 juillet 1999 : O.M. Savenko (par intérim)
- 16 juillet 1999 - 19 novembre 2001 : V.O. Dolhanov
- 19 novembre 2001 - 28 mars 2003 : I.A. Storozhuk
- 28 mars 2003 - 25 février 2005 : O.M. Savenko (second mandat)
- 25 février 2005 - 8 septembre 2005 : T.S. Stetskiv
- 27 octobre 2005 - 18 février 2008 : V.V. Dokalenko
- 25 février 2008 - 17 mars 2010 : V. Ilaschuk
- Depuis le 17 mars 2010 : E. Benkendorf

## Personnalités liées
- Olha Herasymiouk
- Anastasia Nastia Stanko
- Natalia Sedletska